# Chico Freeman
Chico Freeman, (Chicago, 1949. július 17. –) amerikai szaxofonos, fuvolás. Von Freeman szaxofonos fia.

## Pályafutása
Earl Lavon Freeman Jr. Chicagoban született, Von Freeman tenorszaxofonos fiaként.
Chico Freeman zenésztárs volt Dizzy Gillespie, McCoy Tyner, Elvin Jones, Charles Mingus, Jack DeJohnette, Art Blakey, Wynton Marsalis, Branford Marsalis, Hank Jones, Freddie Cole, Joe Henderson, Bobby Hutcherson, Roy Haynes, Von Freeman, Arthur Blythe, Billy Hart, Lester Bowie, Famadou Don Moye, Cecil McBee, Kirk Lightsey, John Hicks, Mal Waldron, az Earth, a Wind & Fire, az The Eurythmics, The Temptations, The Four Tops, Sting és mások sok lemezén.
Dél-Amerikától Puerto Ricóig, Kubáig és a Dominikai Köztársaságig Freeman olyan latin nagyságokkal lépett fel és rögzített lemezeket, mint Chucho Valdés, Tito Puente, Machito, Irakere, Arturo Sandoval, Celia Cruz, Giovanni Hidalgo, Paulinho da Costa, Naná Vasconcelos, Ray Barretto, Eddie Palmieri és az  El Gran Combo.
2005-ben fellépett Magyarországon, Zsámbékon is.

## Albumok
- 1976: Morning Prayer
- 1977: Chico
- 1977: Beyond the Rain
- 1978: Kings of Mali
- 1979: Spirit Sensitive
- 1979: No Time Left
- 1981: Freeman & Freeman + Von Freeman
- 1981: Destiny’s Dance
- 1981: The Outside Within
- 1982: Tradition in Transition
- 1984: Tangents + Bobby McFerrin
- 1986: The Pied Piper
- 1987: Tales of Ellington
- 1989: Luminous
- 1989: The Mystical Dreamer
- 1989: You’ll Know When You Get There + Von Freeman
- 1989: Up and Down
- 1990: Sweet Explosion
- 1993: The Unspoken Word
- 1994: Focus
- 1995: Still Sensitive
- 1995: The Emissary
- 1999: Von & Chico Freeman, Live + Dianne Reeves
- 2001: Oh, by the Way
- 2010: The Essence of Silence
- 2011: David Murray, Chico Freeman, Özay Fecht
- 2012: Elvin: Tribute to Elvin Jones  + Joe Lovano, Martin Fuss, George Cables, Lonnie Plaxico, Winard Harper
- 2015: The Arrival; duett Heiri Känziggel